# Abalos Colles
Abalos Colles je skupina několika hor na povrchu Marsu, která se nachází na severní polokouli nedaleko Severní polární čepičky Marsu severoseverovýchodním směrem od štítové sopky Alba Patera, severně od planiny Hyperboreus a jižně od kaňonového systému Hyperboreus Labyrinthus. Na východ od Abalos Colles se nachází kráter Escorial Crater. Polární čepička je oddělena pomocí Rupes Tenuis od nížiny, na které se hory nacházejí.
Pojmenována byla v roce 2003 dle klasického albedového jména. Skupina hor se nachází na 245 km.